# Louis-Roger de Charlevoix de Villers
Louis-Roger de Charlevoix de Villers, plus connu sous le nom de baron Charlevoix de Villers est un ingénieur de la Marine mort le 17 janvier 1784 à Paris.
Longtemps en poste dans la colonie de Saint-Domingue, il est de 1778 à 1781 envoyé en Guyenne pour étudier la possibilité de créer un port militaire à Arcachon et de là un canal jusqu'à Bayonne. Ses travaux l'amène à inventer la technique de fixation des dunes de sable du littoral atlantique par semis de pin, mise en œuvre quelques années plus tard par Nicolas Brémontier.

## Biographie
Louis-Roger de Charlevoix, sieur de Villers, naît dans la première moitié du XVIIIe siècle. Il est le neveu du père Pierre-François-Xavier de Charlevoix, un missionnaire jésuite né à Saint-Quentin en 1682, qui visite le Canada de 1720 à 1722 et publie en 1730 une Histoire de Saint-Domingue et en 1744 une Histoire et description générale de la nouvelle France.

### À Saint-Domingue
Il commence sa carrière d'ingénieur militaire de la Marine en 1742 au dépôt des cartes, plans et journaux du bureau du Génie. En 1746 il part pour la colonie de Saint-Domingue avec le titre de sous-ingénieur. Il est nommé lieutenant en 1753, puis ingénieur et capitaine en 1758 (il est promu colonel à une date non précisée). Il fait construire les ports des Gonaïves et de Saint-Nicolas, ouvrir des voies de circulation. Il étudie plusieurs ouvrages de gestion de l'eau : des systèmes d'irrigation, d'égouts, de prévention des inondations, un projet de canal de navigation entre le bourg de la Petite-Rivière-de-l'Artibonite et Les Gonaïves.

### Retour en France
Il rentre en France en 1767. 
En 1768 avec un lieutenant de vaisseau nommé de Carny, il accompagne en pays de Buch le comte du Muy, futur maréchal de France, pour étudier les moyens d'améliorer les passes du bassin d'Arcachon et d'y créer un port.  
En 1777 il comparaît devant l'Amirauté pour réclamer, semble-t-il avec succès, l'affranchissement d'une jeune esclave indienne de quinze ans nommée Juliette, enlevée à sept ans au Bengale et revendue à un officier français alors en garnison sur place, un certain Corbin. Amenée en France en 1773, elle s'est enfuie du domicile de ses « propriétaires » qui la maltraitent et s'est réfugiée chez Charlevoix.    
Il est fait chevalier de Saint-Louis en 1778.   

### Inventeur de la fixation des dunes de Gascogne par ensemencement

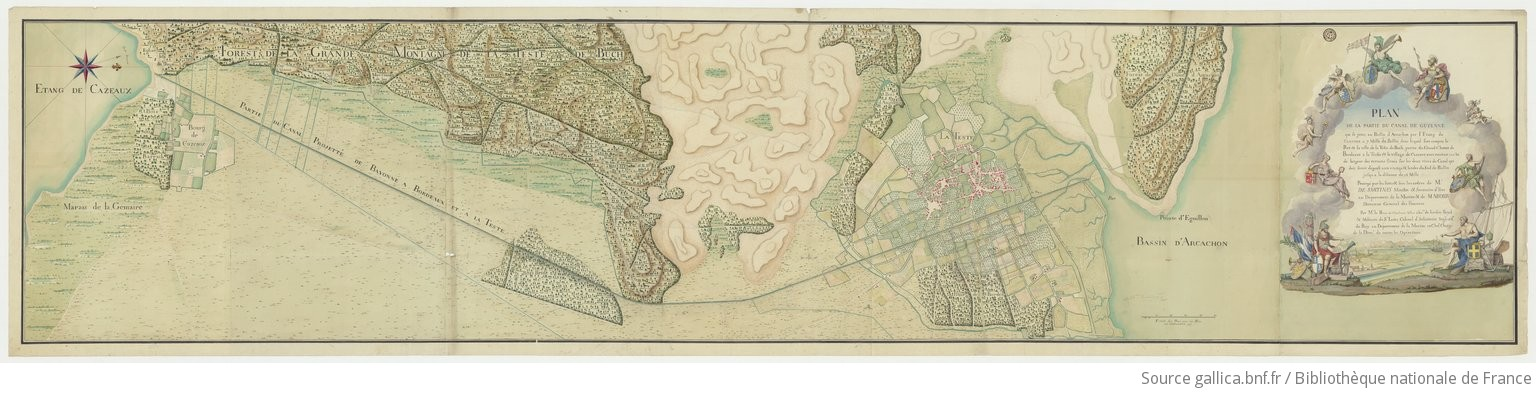
« Plan de la partie du canal de Guyenne qui se joint au bassin d'Arcachon par l'Étang de Cazeaux à 7 milles du bassin », levée par Charlevoix de Villers.

Cette même année il est envoyé en Guyenne sur ordre des ministres Necker ou Sartine : il lui est demandé d'étudier les conditions de création d'un port militaire à La Teste-de-Buch en tirant profit de l'abri naturel que constitue le bassin d'Arcachon et d'un canal entre La Teste et Bayonne.         
Dans l'exercice de sa mission, il se heurte à l'intendant de Guyenne Dupré de Saint-Maur, contrarié que ce militaire ne soit pas placé sous son autorité. L'intendant agit pour entraver son activité, épaulé par l'ingénieur géomètre des travaux civils Clavaux chargé de seconder Charlevoix... qu'il aurait préféré diriger. Trois autres « petits fonctionnaires mal payés et sans avenir » sont mis à disposition de Charlevoix (Failloux d'Archicourt, Bourgeois de la Martinière et Marolles) : le baron obtient pour eux des brevets d'ingénieurs ordinaires du roi, manœuvre qui les fait passer sous son unique contrôle.         
Le projet occupe Charlevoix de 1778 à 1781. Il recommande de construire en premier chef une bonne route entre Bordeaux et La Teste, qui suivrait l'ancienne voie romaine : « le travail est peu coûteux, le devis ne se monte pas à plus de 60 000 livres ». Il établit qu'un autre prérequis est la fixation des dunes de sable littorales, pour éviter l'envahissement des installations maritimes : pour cela, il est le premier à préconiser leur ensemencement par des pins.

### Fin de vie et postérité
Laissant cinq mémoires consacrés non seulement à l'objet de sa mission première (plans et devis d'un arsenal et de canaux entre La Teste, Bordeaux et Bayonne) mais aussi à des considérations supplémentaires (fixation des dunes par ensemencement, fermeture partielle des passes du cap Ferret, etc.), il quitte la région en 1781, peut-être atteint par le paludisme. Il repart à Saint-Domingue cette année là ou en 1784. 
Il meurt le 17 janvier 1784 dans un hôtel de la rue Dauphine à Paris.         
C'est Nicolas Brémontier qui met en œuvre son idée,, à l'origine de la forêt des Landes, sans jamais l'en créditer. Ce n'est qu'en 1879 que ses mémoires sont redécouverts dans une bibliothèque bordelaise, et qu'en 1890 que sa paternité de la fixation des dunes est reconnue.
Au XXIe siècle des voies portent son nom sur les communes d'Arcachon, Biscarrosse, Bordeaux et La Teste-de-Buch.

## Ouvrages
- Résumé d'observations sur la commission de Sa Majesté décernée à M. le baron de Villers pour l'examen du projet de former un port au bassin de la Teste de Buch, sur la côte d'Arcachon, propre à recevoir les escadres du roi ; d'ouvrir un canal de ce bassin à Bordeaux, à l'usage de la marine royale et du commerce de cette ville. Prospectus général d'un port au bassin d'Arcachon, d'un canal de ce bassin à Bordeaux, d'un autre à la rivière de l'Adour vers Bayonne et de l'établissement de toutes les landes. De la fixation des dunes de sables et de la passe du bassin d'Arcachon, des établissements relatifs au port, au commerce, à la culture des landes et à l'administration
- Prospectus du résultat de différentes opérations faites relativement au projet général du port d'Arcachon, des canaux et de l'établissement des Landes
- Extraits de trois mémoires du baron de Villers, déposés à la bibliothèque de Bordeaux
- Mémoires du baron Charlevoix de Villers (dont s'est servi Brémontier sans créditer leur auteur[14]) :
  - Le port d'Arcachon et particulièrement son entrée
  - De l'ensemencement des isles de La Teste, du Matoc, des Islets dans le bassin d'Arcachon, ainsi que de toutes les dunes depuis la Pointe-de-Graves ou de la rivière de Bordeaux jusqu'à Bayonne ; de la police à établir pour l'accélération, la réussite de l'ensemencement et sa conservation, relativement à l'établissement du port de La Teste, et à la fixation de sa passe
  - Préliminaire du devis de cléonage - devis des ouvrages à faire pour la construction d'un cléonage, placé à l'entrée du bassin d'Arcachon, depuis le cap Ferret à l'extrémité de la passe du Nord, jusqu'à l'extrémité la plus au sud de l'entrée du havre, afin d'en diminuer la trop grande ouverture
- Divers Extraits sur les travaux de la Société des sciences naturelles - Ensemencement des dunes - Pépinières de vignes - Etat des landes de Bordeaux - Topographie du Médoc